# Ryan Heckman
Steven „Ryan“ Heckman  (* 7. März 1974 in Houston) ist ein ehemaliger US-amerikanischer Nordischer Kombinierer.

## Werdegang
Heckman begann 1982 mit dem Skispringen und dem Skilanglauf, nachdem er mit seiner Familie nach Winter Park gezogen war. 1991 gewann er als bislang jüngster Springer den US-amerikanischen Meistertitel von der Großschanze. 1992 wurde er daraufhin in den Nationalkader aufgenommen. Bei den Olympischen Winterspielen 1992 in Albertville startete Heckman im Einzel und im Teamwettbewerb. Gemeinsam mit Joe Holland und Tim Tetreault gelang ihm im Teamwettbewerb das Erreichen des achten Platzes. Im Einzel kam er auf Platz 37. 1993 startete er erstmals im Weltcup der Nordischen Kombination. Bereits in seiner ersten Saison 1993/94 erreichte er den 26. Platz in der Weltcup-Gesamtwertung. Bei den Olympischen Winterspielen 1994 in Lillehammer erreichte er mit dem Team den 7. Platz und im Einzel Platz 29. Die darauffolgende Saison 1994/95 wurde zu seiner erfolgreichsten Weltcup-Saison. Nach mehreren guten Platzierungen, darunter mit dem 8. Platz in Vuokatti sein bestes Einzelresultat im Weltcup, erreichte er am Ende der Saison den 14. Platz der Gesamtwertung. Bei der Nordischen Skiweltmeisterschaft 1995 in Thunder Bay verpasste er mit dem Team mit dem 4. Platz die Medaillenränge nur knapp. Anfang 1997 hatte Heckman in der Weltrangliste den 9. Platz erreicht. Seine Karriere beendete er kurz darauf mit dem Start bei der Nordischen Skiweltmeisterschaft 1997 in Trondheim, bei der er gemeinsam mit Dave Jarrett, Tim Tetreault und Todd Lodwick noch einmal den 5. Platz im Teamwettbewerb erreichte.
Nach dem Ende seiner aktiven Karriere beendete er sein Studium an der University of Colorado Boulder. 1998 erhielt er seinen Abschluss in Betriebs- und Volkswirtschaft mit summa cum laude.

## Statistik

### Platzierungen bei Olympischen Winterspielen
| Jahr und Ort     | Wettbewerb | Wettbewerb | Wettbewerb |
| Jahr und Ort     | Einzel     | Team       |            |
| ---------------- | ---------- | ---------- | ---------- |
| 1992 Albertville | 37.        | 08.        |            |
| 1994 Lillehammer | 29.        | 07.        |            |

### Platzierungen bei Weltmeisterschaften
| Jahr und Ort       | Wettbewerb | Wettbewerb | Wettbewerb |
| Jahr und Ort       | Einzel     | Team       |            |
| ------------------ | ---------- | ---------- | ---------- |
| 1991 Val di Fiemme | DNF        | 10.        |            |
| 1993 Falun         | 52.        | DNF        |            |
| 1995 Thunder Bay   | 11.        | 04.        |            |
| 1997 Trondheim     | 46.        | 05.        |            |

### Weltcup-Platzierungen
| Saison  | Platz | Punkte |
| ------- | ----- | ------ |
| 1993/94 | 26.   | 161    |
| 1995/96 | 14.   | 333    |